# 東西遊記
江戸時代後期の京の儒医である橘南谿が日本の諸地方を巡遊し、現地で見聞した奇事異聞を基に編纂して出板した紀行、『西遊記（せいゆうき）』と『東遊記（とうゆうき）』を併せて東西遊記と称す（以下、両書を併称する場合は「両遊記」と記す）。
両遊記は南谿が天明2年（1782年）から同8年までに断続して日本各地を巡歴した際の記録を編述したもので、寛政7年（1795年）から同10年にかけて出板され、また板本以外に自筆稿本やその写本も現存しており、板行以前から両遊記は併せて「東西遊記」や「西東遊記（せいとうゆうき）」と称されていた。なお、細かく見ると『西遊記』、『西遊記続編』、『東遊記』、『東遊記後編』となるが、前2者を併せて『西遊記』と、後2者を併せて『東遊記』と称するのが一般的である（以下、区別する際には「『西遊記』（正編）」「『西遊記続編』」等と記す）。また、南谿自身は板行された両遊記を後に『東西遊記』として統合する意図を有していたという。
医家である南谿は『傷寒論』に関するもの等複数の医書も著しているが、本両遊記や随筆である『北窓瑣談』といった文人としての著作もあり、『北窓瑣談』は当代の名随筆と評され、両遊記も江戸時代後期を通じてたびたび版を重ねる等、むしろ本業よりも後者としての活動の方が著名であったと言え、とりわけ両遊記は延宝期から元禄期（17世紀後期）に著された貝原益軒による一連の紀行と並んで江戸時代を代表する紀行とされる。

## 構成・文体
京を中心に『西遊記』は南西日本（西日本）の記述、『東遊記』は北東日本（東日本）の記述が主となっている。紀行一般に見られる旅程に従って見聞を記すといった体裁を採らず、共通する主題は1章にまとめてそれらを旅程と無関係に配置する体裁を採る。
巡遊の見聞を主とすることから現代では紀行に分類されるが、板本両遊記は表題が『諸国奇談 東遊記』等となっており、また板本の大きさが書籍の分類によっておおよそ定められていた当時にあって紀行一般が大本（おおほん）形式（現代のA4判にほぼ等しい大きさ）で出板されたのに対し、それよりも小振りで読本一般の半紙本形式（半紙を二つ折りにした縦24センチ横18センチ前後の大きさ）なので、それらの点から紀行よりも読本の一様式である各地の珍しい話を集めた奇談集として板行され、読者にもそのように受容されていたようで、これは出板当時にそうした奇談集が人気を博していたために、書肆はもちろん南谿自身も奇談集として読まれることを意図したものと考えられる。例えば、『西遊記続編』に収載（巻之三）された「陽気」は、山中での夜間の旅の心細さを解消するために勝手に山焼きを行ったという、山林関係者ならずとも激怒恐慌させる内容となっているが、これなどは南谿が自身を主人公として創作した「奇談」ではないかとさえ疑われ、両遊記中には同様の疑いを起こさせる記述が散見されるので、紀行として旅先における観察を忠実に報告するよりも、むしろ読み物として読者の興味をそそる点を優先したであろう意識がうかがえ、そのことが両遊記が広く読まれることにあずかったものと思われる。なお、両遊記板行以前から奇談集の中には著者が旅先での体験を語るという自身を主人公に見立てた体裁のものが存し、内容の真偽はともかくとしてそうした叙述は紀行との区別を曖昧にするものであった。その傾向は、両遊記の刊行によって更に強まったようである。
また、旅程とは無関係に配置する体裁を採った結果として、江戸時代前期におぼろげながらも存在したと思われる林羅山を中心とした名所記や地誌と相関する紀行の制作者集団によって創出された、著者が自身の移動を1本の線として捉えて日付を追いつつ見聞や感慨を記述した従来の紀行とは異なる、日本の国土を面として俯瞰し把握する観点を基本とした新しい地誌的紀行の流れを汲んだものとも評価できるが、旅程と無関係に主題ごとに配置する体裁は先行する百井塘雨の『笈埃随筆』も同様であり、そこに塘雨の影響もうかがえる（後述）。とはいえ、塘雨よりもさらに各章が一箇の短編として印象的にまとめられ、しかも本業に関する医術にまつわる話からたわいもない話、教訓話といったさまざまな話題を平明で知的かつ合理的な文章で綴り、さらにそれらを絶妙に配分している点に特色を持つ。またその文章は、内容が本業である所の医業に直接関係しない「奇事異聞」を記すものであったために、平易なものになったと思われるが、その平易さが功を奏し、かえって読者層を広げ板行を重ねる要因になったものとも思われる。
さらに本文と共に注目に値するのが『東遊記』（正編）の挿絵で、そこには円山応瑞・同応受兄弟、山口素絢・渡辺南岳・福居竹堂・長沢蘆雪・吉村蘭洲・同孝敬父子・松村月渓（呉春）・東東洋・浅井義篤・村上東洲といった当代の名だたる絵師のものが施されている。また、『東遊記後編』や『西遊記』（正・続編）にも挿絵があり、それらの絵師は不詳であるが、『西遊記続編』については、明徴を欠くものの速水春暁斎である可能性がある。なお、全編を通してそれらの画題は、本文の情景を絵師が想像によって、または南谿自身による旅行中の素描を基にして描かれたものと思われる。

## 出板経緯
南谿が旅の記録を基に編述した両遊記は、板行以前から伴蒿蹊や神沢杜口、松本愚山（慎）といった知人友人が借覧したり書写したりしていたが、上梓を希望する書肆が現れたためにその請いを容れ、草稿本を改編して寛政7年（1795年）3月に『西遊記』（正編）5巻5冊を、同年8月に『東遊記』（正編）5巻5冊を挿絵を加えて上梓し、この両書が好評を博したために翌々9年正月に『東遊記後編』5巻5冊を、更にその翌年6月に『西遊記続編』5巻5冊を板行した。改編に際しては、章の前後を置き替えるといった配列変更のほかに、『東遊記』では正・後編を合わせて27章が、『西遊記』では正・続編合わせて17章が削られ（附録参照）、また本文にも手が加えられている。削除修正箇所は総じて外交や各藩の内政に関係している記述が多く、寛政から文化年間にかけての20余年間（およそ1790年から1810年代）は北方ロシアの動向を含めて政治的社会的事件に関する言論や報道の統制が非常に厳しく、現実社会の出来事を「実録物」と称して出板する黄表紙の著者や書肆が処罰されたり、事前検閲による出板差し止め等が行われた時代であったので、そのために幕府の忌憚に触れないよう気遣った様子がうかがえる。一方で、新しく付加された章が『東遊記』では正・後編を合わせて11章、『西遊記』では正・続編合わせて19章あり、寛政10年刊『西遊記続編』に南紀に関する章があるのはその前年の南紀巡遊における見聞を基にしたと考えられるが、それ以外は塘雨の『笈埃随筆』といった他書を参考にして加えられたものと思われる。
また、板行前の稿本及びそれの写本も現伝し、それらを見るともとは両遊記共に10巻編成であったようで、『東遊記』の場合、末の2巻を欠くものの2巻宛を1冊にまとめた8巻4冊の自筆稿本も残されている。また、国立国会図書館架蔵の「寛政七年卯八月」の刊記を持つ『東遊記後編』（但し寛政7年以降の後摺り本と思われる）には巻末に「同（東遊記）＜いろいろ珍敷（めづらしき）事新集＞三編近彫」（＜＞内は割書）という広告が載るが、結局その『東遊記三編』は出板されず、南谿による上記『東西遊記』への統合も果たされずに終わった。

## 南谿の旅
南谿は伊勢国久居藩の藩士の子に生まれ、医術を志して上京、その後大坂、伏見と転じた後に安永末年頃（1780年頃）には京に定住するが、その頃より諸国巡歴の志を抱いて準備を始めたようで、その後天明2年（1782年）から同8年までの7年間を中断を挟みつつ巡遊の旅に出ることとなる。

### 目的
南谿自身は旅の目的を「医学修行のため」「医学のため」と位置付け、旅の「主意」は自身著すところの医書の誤謬を少なくするためのものであったと述べている。他方、当時は薬草を研究する本草学者による有用な薬物を求めて日本各地を探索する活動も見られ、それは医学とも深く関わる分野ではあったが、南谿自身は「余元来本草物産の学に疎ければ」と、本草学を不得手とすると述べているので、そこからその「主意」は医学の理論を構築したり薬物の研究を行うためのものではなく、もっぱら実際に即して患者に適切な施療を行うことを志向した臨床医としての立場のものであったと評価でき、ことに地方ごとの風土の違いによって在地の人間に表れる人体上の相異や日常生活の変化といった点に注意を向けていたようである。なお、南谿はそうした「主意」の成果は別の著作にまとめたので両遊記にはその他の「旅中見聞（けんもん）せる事を筆のついでにしる」すのみと述べ、事実、両遊記記事中の多くは各地で見聞した奇談の記録となっているが、医術に関する記述も見られるので本分である医家としてのそうした「主意」も反映された書となっている。また、その過程では「よき人を見ては我身の手本として見習ふ様に心得」、「道に勝（すぐ）れたる人には必（かならず）尋行て相見（あいまみえ）又其事跡をもくはしく（詳しく）尋（き）きけり」、「諸国に遊ぶに何に寄らず才芸勝れたる方には必ず尋ねて其論説を聞き医術の心得にせるに」等と述べ、逆に「あ（悪）しき人に逢ふてはみづからかくのごとき事やなきやと顧み慎む種とな」さん事を志したと述べる等、自身の倫理・教養の陶冶をも目的とする旅であったとも位置付けている。
ただし、「予はかゝる奇異の事のみ探らんためばかりに下れる事なれば」とも述べているので、奇異（奇事異物）の見聞そのものも目的の一であったには違いなく、また、南谿が旅を思い立ったそもそもが彼生来の煙霞の痼疾に起因するもので、先人百井塘雨の旅がそれを触発助長したものと思われる。

### 西遊
30歳を迎えた南谿は天明2年（1772年）の4月に門人である文蔵を従者として西遊の旅に就いた。途中の名所旧蹟を巡りつつ山陽道を下り、関門海峡を渡って九州に上陸して長崎に至り、そこで20日間程滞在して異国（清・オランダ）の事物を見聞、同地で盂蘭盆（7月15日）を迎えた後にさらに南下して翌月15日までには薩摩藩鹿児島に至り、薩摩藩には年越しを迎える等、およそ半年近く滞在することとなる。南谿は薩摩藩主島津家の一門である加治木島津家の当主で時の藩主重豪の従弟に当たる島津久徴と文人としての交流があったらしく、長期にわたる滞在からその訪薩自体が久徴の招きによるものであったと推察される。同地滞在中に南谿は高千穂峰の登頂をはじめ、薩摩藩領である薩隅日3国（薩摩、大隅、日向）の各地を巡遊しており、『西遊記』全編を通して薩摩藩領における見聞記録が多く記されているが、それは薩摩藩が南谿訪薩の10年ほど前、宝暦末年（1760年代）以降に藩主重豪による開放政策が取られるまで長らく他国からの入国を規制していたために、当時その風俗や自然環境が京を始めとする他地方に伝えられることが少なかった点にあったと考えられる。
天明3年2月に鹿児島を発って帰洛の旅に上るが、途中肥後国人吉で人吉藩藩主相良長寛の若殿（義休か）の療治に当たり、そのほかにもおよそ50日にわたって医者として同地での診療に従事している。3月下旬に人吉を発して熊本に上り、そこから九州を横断して豊後国佐賀関から伊予国八幡浜へ渡り、同国松山から船上の人となって航路で瀬戸内海を東上し、同年夏に帰京した。また、寛政9年の冬には南紀を巡遊している。なお、人吉滞在中には青井信濃守（時の青井の宮の宮司）宅に寄寓していたが、同宅には同じく儒学修行のために寄宿していた丹生養軒（にぶようけん）がおり、滞在中に彼に医学を教授した縁から南谿帰京後に養軒も上京して門人となり、この主従で東遊の旅に出ることとなる。

### 東遊
西遊から帰京した翌年の天明4年（1784年）秋に信濃国を巡遊。翌5年、33歳の秋9月に門人養軒を同道して東遊の途に就く。京から越前国敦賀へ出て、そこから北陸道をたどって日本海岸を東下し、富山で年を越してからさらに北上、本州島北端で松前渡海の港であった三馬屋（みうまや）へ至った後に南部地方を縦断する形で仙台に至り、そこでしばらく滞在した後に奥州道中を南下して江戸へ出、鎌倉を通過する東海道を西上して天明6年の夏頃に帰京した。
上述のように、南谿自身は両遊記を「医学の為」を「主意」とする旅の余滴であると位置付けるものの、その「主意」が反映された記述も各所にうかがえ、ことに東遊においてその旅を秋に始めて降雪厳しい冬期の北陸路をたどったのも、あえてその環境に身を置くことで寒さ過酷な地で人体に生起する病疾や障害を体験あるいは見聞するという姿勢が認められ、その体験が北陸や出羽に関する各章に反映されている。
また、南谿の東遊は天明の大飢饉の爪痕生々しい地域をたどるもので、稿本中にはその情景を語る記述があり（巻之十「饑渇負」）、その中で、当初は死骸を「見るも不祥なりとて顔をそむけ」た自身も「後には目なれて格別に不浄にも覚へず」、かえって「よき医者の稽古也」と思うようになったことや、現地で飢えの厳しさから行われたという食人等の惨事を記して飢饉の中で人間性が喪失されていく様を描き、旅後に「東北の事おもひ出せば心中惻然として気分悪敷（あしく）なる事を覚ふ」と語るが、憚るところがあったためか板本からは削られている。
なお、南谿は天明3年の西遊からの帰京からほどなくして『西遊記』（稿本）を編述したらしく、南谿の東遊期間中には同書がすでに知人の間で回読されていた可能性があり、また板本『西遊記』に見られる東国に関する記述は、板行に際してその原『西遊記』に東遊での見聞を補筆したものと思われる。

## 時代背景
南谿の旅遊は書名にふさわしい日本列島の西南端から東北端に至るものであり、それは当代において「探検家」の名に値する大旅行でもあったが、例えば商人のように遠隔地を往来する者や、修験者や僧侶を始めとする宗教者、諸国の歌枕を訪ねる連歌師等、相互に重層しつつも広く職能民として「道々の輩（ともがら）」と総称された人々による遍歴や漂泊は古くから見られ、彼等は広い意味での「芸能」の一種として諸国を修行する者であった。そして、医業もまた広い意味での「芸能」であるので、医者である南谿の旅も医学という芸道を「修行」する旅であったと言い得る。もっとも、江戸時代になって国内の平和と安定がもたらされた後の旅は前代と比較にならないほどに安全なもので、遍歴自体を生業とする者はともかくも元禄年間（17・8世紀の交）の松尾芭蕉の旅（『奥の細道』）に代表される文人墨客（知識人）による廻国・巡歴の風も盛んとなっていた。ただし、そうした巡遊の目的は多くは未だ著名な歌枕等の名所旧跡を求めるのみのものであって、南谿のような僻陬の地にまで足を踏み入れるものではなかった。それが南谿の時代には中央人士のほぼ未踏であった地に足跡を残す者が現れ、その目的は平賀源内に代表される日本に存在する薬草や鉱石類を発見しようする本草学や博物学といった、あるいは古川古松軒のように日本の地理を極めようとする地理学といった、あるいは菅江真澄のように諸地方の自然・風俗に直に接して当代の日本各地の風俗や人情を見直そうとする人文学といった学術的なものであり、鎖国という制限下で国外への渡海がほぼ不可能であったことから逆に生じた、当時の「日本」に対する貪欲な探求心とその結果としての「日本（再）発見」とも言い得る姿勢が認められるが、歴史的な流れから見ると南谿の旅もそうした動きの一環に位置付けられる。また、南谿の活躍した天明以後は日本諸地方を巡歴する風が文化の担い手である「仕官せざる知識人」の行動様式となっており、南谿の旅はその比較的早期の例であるので、両遊記の刊行と評判がそうした旅行熱に拍車をかけたものとも考えられる。
一方で、旅の盛行に伴い、その記録でもある各種の紀行も著されるようになり、ことに貝原益軒による一連の紀行は、読者に正確な情報を伝えるという実用を旨とし、かつ誰もが読み得る分かりやすい叙述を意識して編まれたもので、その方針が現代に至る後世において紀行の一基準となるほどの影響を及ぼすこととなり、両遊記もそうした紀行の在り方の流れに沿うものと言えるが、上述のように虚構と疑わしい叙述も含まれているので、旅先の正確な情報の伝達という前者の点を犠牲にし、読者の興味に重点を置く読みやすく分かりやすい後者の内容に特化した紀行としてとらえることができ、そのために南谿と同時期に同様の旅をし正確な情報伝達を重視する立場から紀行（『西遊雑記』と『東遊雑記』）を著した古川古松軒は、両遊記の記述に対して批判めいた態度を取っている。

## 南谿と『笈埃随筆』
南谿に先んじて同様の旅を行った人物に百井塘雨がいる。塘雨もまた列島南端の薩摩国から北端の陸奥国外が浜まで足跡を残した人物で、その記録として『笈埃随筆』（未刊）を著したが、両人には直接的な親交もあったこともあり、塘雨の旅と『笈埃随筆』は南谿の旅及び両遊記執筆に対して先行的影響の大であったことがうかがえる。
塘雨がその巡遊における見聞をまとめた『笈埃随筆』は、両遊記中にしばしば「余が友塘雨」「余の朋友塘雨」等と塘雨の見聞であることを断った上でその一部が紹介されており、中には全叙述をほぼ同書に拠っている章もある。その点に関しては、出板に際して上述の理由から稿本の一部を削った結果、分量が足りなくなる一方で独自の見聞に基づく材料も尽きていたために同書の題材を借用したものではないかとの指摘もなされるが、逆に『笈埃随筆』中には「予友橘南渓（谿）云（いはく）」等と南谿の見聞に拠った記述もあるので、そこから両者の交友の密であった様がうかがえ、題材不足による借用は否定できないものの、それ以上に南谿が「其（その）人（塘雨）近き頃かくれければ（亡くなったので）、其書（笈埃随筆）も散り失（うせ）ぬべく、其物語も聞知（ききし）る人もあるまじくなりゆかん事もを（惜）しくて、今此書（東遊記）の中に其一二事を書（かき）くは（加）ふるもの也」と述べるように、塘雨と『笈埃随筆』の存在を世間に広報する好意的意図があったものと思われる。

## 附録 両遊記板本・稿本（写本）章立対照表
【凡例】
- 『西遊記』は宗政「橘南谿『西遊記』と江戸後期の紀行文学」を、『東遊記』は太田「橘南谿の稿本類について」を基に作成した。
- 板本章題冒頭の「正」・「続」・「後」は両遊記正編、続編、後編をそれぞれ表し、その後の数字は巻と章を表す。稿本（写本）欄の数字は該本における原位置を示す。
  - （例）板本欄：正1-1 ⇒ 正編巻之一第一章
  - （例）写本欄：1-1 ⇒ 巻之一第一章
- 国別欄には巡訪地を記す。国名前の括弧付番号はその大凡の巡歴順を、国名後の【】には主題となる地名等示すが、無番号のものは西遊・東遊からは外れる地及び足跡の及ばなかった地を表す。また、主題とされながらも実地に就いていないものはこれを＜＞でくくった。
- 参考として稿本（写本）に見えない章で『笈埃随筆』から採ったとされるものには「笈」と付記した。

| 板本章題                             | 写本章題                           | 国別                                                                   |
| ------------------------------------ | ---------------------------------- | ---------------------------------------------------------------------- |
| 正1-1 檜垣女                         | 1-1 檜垣ノ女                       | 肥後 【雲巌禅寺】                                                      |
| 正1-2 牛の生皮（いきかは）           | 1-3 牛の生皮                       | (20) 薩摩 【鹿児島】                                                   |
| 正1-3 榎木の大蛇                     | 1-4 榎木ノ大蛇                     | (24) 肥後 【人吉】                                                     |
| 正1-4 猪の狩倉（いのかくら）の大蛇   | 1-5 猪の狩倉の大蛇                 | 肥後 【湯前村】                                                        |
| 正1-5 琵琶の妙手                     | 1-9 琵琶の妙手                     | (23) 大隅 /(20) 薩摩 【鹿児島】                                        |
| 正1-6 知らぬ火                       | 1-10 しらぬ火                      | (16) 肥後 【千束蔵々（せんぞくぞうぞう）島】                           |
| 正1-7 権馬（ごんば）                 | （不載・笈）                       | 日向・薩摩                                                             |
| 正1-8 石敢当                         | （不載・笈）                       | (20) 薩摩 【鹿児島】                                                   |
| 11-09/                               | 01-11/                             | あx/                                                                   |
| 正2-1 冷暖玉                         | 2-1 冷暖玉                         | (30) 豊後 【佐賀関】 / 他                                              |
| 正2-2 孔明の陣太鼓                   | 2-2 孔明の陣太鼓                   | (13) 肥前 【長崎】                                                     |
| 正2-3 飯野の風穴                     | 2-4 飯野の風穴                     | 日向 【狗留孫峡カ】                                                    |
| 正2-4 康頼夫婦対面                   | 2-6 康頼夫婦対面                   | (23) 大隅 【鹿児島神宮】                                               |
| 正2-5 鼉竜（だりゃう）               | 2-7 鼉竜                           | 薩摩 【硫黄島】 /(13) 肥前 【長崎】                                    |
| 正2-6 十六日桜                       | 4-2 十六日桜                       | (31) 伊予 【龍穏寺】 /(20) 薩摩 / 伊勢 【白子観音寺】                  |
| 正2-7 魂祭（たままつり）             | 3-8 魂祭                           | (13) 肥前 【長崎】                                                     |
| 正2-8 渡り鶴                         | （不載）                           | 大隅 【屋久島】                                                        |
| 正2-9 猟犬（かりいぬ）               | （不載）                           | (20) 薩摩                                                              |
| 12-10/                               | 02-08/                             | いx/                                                                   |
| 正3-1 長江の旅泊                     | 4-3 長江の旅泊                     | (12) 肥前 【長与村】                                                   |
| 正3-2 山女                           | 4-5 山女                           | 日向 【飫肥藩】                                                        |
| 正3-3 求麻川                         | 4-1 求麻川                         | (25) 肥後 【球磨川】                                                   |
| 正3-4 龍門の滝                       | 3-9 竜門の滝                       | (23) 大隅 【龍門滝】 /(24) 肥後 【鹿目の滝】                           |
| 正3-5 山童                           | 5-1 山童                           | 薩摩 【宝福寺】                                                        |
| 正3-6 玳瑁                           | 5-5 玳瑁                           | 肥前・大隅・薩摩・紀伊                                                 |
| 正3-7 一足鳥                         | 6-3 一足鳥                         | (26) 肥後 【神瀬の石灰洞窟】                                           |
| 正3-8 麝香鼠                         | 7-10 麝香鼠                        | (20) 薩摩 【鹿児島】 / (13) 肥前 【長崎】                              |
| 正3-9 寿夭（じゅえう）               | 7-11 寿夭                          | 諸国                                                                   |
| 正3-10 神楽                          | （不載・笈）                       | 日向（土佐）                                                           |
| 正3-11 いろは                        | （不載・笈）                       | 日向                                                                   |
| 13-12/                               | 03-10/                             | うx/                                                                   |
| 正4-1 篤実                           | 7-6 篤実                           | (3) 安芸 【本郷村】                                                    |
| 正4-2 仙人                           | 7-12 仙人                          | (21) 日向 【霧島山】 / 肥後 【多良木村】                               |
| 正4-3 孝行                           | 8-3 孝行伝                         | (20) 薩摩 ＜【小山田村】＞                                             |
| 正4-4 流人                           | 8-5 左遷                           | (20) 薩摩 【鹿児島】 / 小琉球 【大島】                                 |
| 正4-5 阿蘇山                         | 8-9 阿蘇山                         | (28) 肥後 【阿蘇山】                                                   |
| 正4-6 仁（じん）斯至（ここにいたる） | （不載）                           | (20) 薩摩                                                              |
| 正4-7 奴僕                           | （不載・笈）                       | 日向・上方                                                             |
| 14-08/                               | 04-06/                             | えx/                                                                   |
| 正5-1 天の逆鉾                       | 9-1 天の逆鉾                       | (21) 日向 【高千穂峰】                                                 |
| 正5-2 目鏡橋                         | 9-5 目鏡橋                         | (13) 肥前 【長崎】                                                     |
| 正5-3 家猪（ぶた）                   | 9-6 家猪                           | (6) 安芸 【広島】 /(13) 肥前 【長崎】 /(20) 薩摩 【鹿児島】 /(23) 大隅 |
| 正5-4 地獄                           | 10-2 地獄                          | (14) 肥前 【雲仙岳】                                                   |
| 正5-5 東海氏の墓                     | 10-5 東海氏の墓                    | (13) 肥前 【春徳寺】【椿原墓地】                                       |
| 正5-6 清正公                         | 10-10 清正公                       | (27) 肥後 【加藤神社】                                                 |
| 正5-7 山汐（やましほ）               | 10-9 山汐                          | (23) 大隅 【桜島】                                                     |
| 正5-8 与治兵衛瀬（よじべいせ）       | 10-11 与次兵衛瀬                   | (8) 長門 ~ 豊前 【関門海峡】                                           |
| 正5-9 景清が母                       | 10-13 景清が母                     | 肥後 【切畑村】                                                        |
| 正5-10 卓子（しつほく）              | （不載）                           | (13) 肥前 【長崎】                                                     |
| 正5-11 鍾乳穴（かねちあな）          | （不載）                           | 備中 【備中鐘乳穴】                                                    |
| 15-12/                               | 05-07/                             | おx/                                                                   |
| 続1-1 碑文                           | （不載）                           | (0) 紀伊 【仏光寺】                                                    |
| 続1-2 吹上の浜                       | 3-2 吹上の浜                       | (20) 薩摩 【吹上浜】                                                   |
| 続1-3 ヲガ島                         | （不載）                           | (0) 紀伊 / 伊豆 【青ヶ島】                                             |
| 続1-4 古朴                           | 10-7 古朴                          | (20) 薩摩 【鹿児島】                                                   |
| 続1-5 曾根松                         | （不載）                           | (1) 播磨 【曽根天満宮】                                                |
| 続1-6 小田の木仏                     | 7-7 小田の木仏                     | (10) 肥前 【馬頭観音堂】                                               |
| 続1-7 扶桑木（ふさうぼく）           | 8-4 扶桑木                         | (31) 伊予 【松山】＜【伊予郡】【喜多郡】＞                             |
| 21-08/                               | 06-06/                             | かx/                                                                   |
| 続2-1 熊胆（くまのゐ）               | 7-1 熊胆（ゆうたん）               | (24) 肥後 【球磨郡】                                                   |
| 続2-2 鷓鴣（しゃこ）                 | 7-3 鷓鴣                           | (27) 肥後 【熊本】                                                     |
| 続2-3 孟宗竹                         | 5-6 孟宗竹                         | (20) 薩摩                                                              |
| 続2-4 五ケ邑（ごかむら）             | 5-2 五ケ村                         | (27) 肥後 【熊本】＜【五家庄】＞                                       |
| 続2-5 毀誉                           | （不載）                           | ん き/                                                                 |
| 続2-6 流れ物                         | （不載）                           | (0) 紀伊 【熊野灘】                                                    |
| 続2-7 竜鐘を愛す                     | 7-4 竜、鐘を愛す                   | (24) 肥後 【人吉】 / (9) 筑前 【鐘ノ岬】                               |
| 22-08/                               | 07-13/                             | きx/                                                                   |
| 続3-1 嬉し野                         | 6-4 嬉野                           | (11) 肥前 【嬉野温泉】 / (13) 肥前 【長崎】 / (20) 薩摩                |
| 続3-2 鼠島                           | 8-2 鼠嶋                           | (17) 肥後 【大鼠蔵山（おおそぞうやま）と【小鼠蔵山（こそぞうやま）カ】 |
| 続3-3 徐福                           | （不載）                           | (0) 紀伊 【畳堂（鬼ヶ城）】                                            |
| 続3-4 陽気                           | 3-5 陽気                           | (19) 肥後 ~ 薩摩                                                       |
| 続3-5 濁り酒                         | 10-6 濁り酒                        | (20) 薩摩                                                              |
| 続3-6 姥ケ岳（うばがたけ）           | 10-12 姥ケ岳                       | (29) 豊後 【祖母山】                                                   |
| 続3-7 牛合（うしあはせ）             | 7-9 牛合                           | 大隅 【鹿屋郷】                                                        |
| 続3-8 飢饉                           | 6-5 飢饉                           | 四国・九州                                                             |
| 続3-9 隠戸の瀬戸                     | 10-8 隠戸の瀬戸                    | (5) 安芸 【音戸の瀬戸】                                                |
| 続3-10 鍛冶祐定（すけさだ）          | 3-7 鍛冶祐定                       | (2) 備前 【長船村】 /(20) 薩摩                                         |
| 23-11/                               | 08-10/                             | くx/                                                                   |
| 続4-1 那智の瀑布（たき）             | （不載）                           | (0) 紀伊 【那智滝】                                                    |
| 続4-2 桂林（けいりん）               | （不載）                           | ん け/                                                                 |
| 続4-3 出来島（できじま）             | （不載）                           | (23) 大隅 【新島】                                                     |
| 続4-4 肥後の毒水                     | 7-5 肥後の毒水                     | 肥後 【黒川温泉】                                                      |
| 続4-5 豆腐怪                         | 1-2 豆腐怪                         | 薩摩 【今和泉（いまいずみ）郷】                                        |
| 続4-6 高麗の子孫                     | 7-2 高麗の子孫                     | (20) 薩摩 【苗代川村】                                                 |
| 続4-7 竜の玉                         | 8-1 竜の玉                         | (20) 薩摩 【鹿児島】 / 京 / 伊勢 【津】                                |
| 続4-8 那須                           | 5-3 那須                           | (24) 肥後 【人吉】＜【五木村】【米良】＞ / 日向 【椎葉山】             |
| 続4-9 海水増減                       | 8-7 海水増減                       | (20) 薩摩 【鹿児島】 / (23) 大隅 【加治木】 / 他                       |
| 24-10/                               | 09-08/                             | けx/                                                                   |
| 続5-1 楓樹（かゑでのき）             | 1-8 楓樹（ふうじゅ）               | (21) 日向 【霧島山】                                                   |
| 続5-2 唐画（からゑ）の桜             | 1-7 唐画の桜                       | (23) 大隅 【加治木】                                                   |
| 続5-3 綱引                           | 7-8 綱引                           | (20) 薩摩 【鹿児島】                                                   |
| 続5-4 産婦                           | 10-3 産婦                          | 小琉球 【徳之島】 / 大隅・薩摩 / (0) 紀伊 【小雲鳥峠】                 |
| 続5-5 奇器                           | 9-4 奇器                           | 阿蘭陀                                                                 |
| 続5-6 剣の舞                         | 9-2 剣舞                           | (22) 大隅 ~ 薩摩 【鹿児島湾】                                          |
| 25-07/                               | 10-14/                             | こx/                                                                   |
| （不載）                             | 1-6 武者修行                       | (18) 肥後 / (20) 薩摩 【鹿児島】                                       |
| （不載）                             | 2-3 六親の和                       | (13) 肥前 【長崎】                                                     |
| （不載）                             | 2-5 青葉の笛竹                     | (23) 大隅 【台明寺】【日枝神社】                                       |
| （不載）                             | 3-1 学信和尚                       | (7) 安芸 【厳島】 / (31) 伊予 【松山】                                 |
| （不載）                             | 3-3 義烈                           | (20) 薩摩 【鹿児島】                                                   |
| （不載）                             | 3-4 広平の地                       | 中国・九州                                                             |
| （不載）                             | 3-6 邪祟（じゃすい）               | (24) 肥後 【人吉】                                                     |
| （不載）                             | 4-4 琉球人                         | (20) 薩摩 【鹿児島】 / 琉球                                            |
| （不載）                             | 5-4 仁政                           | (27) 肥後 【熊本藩】 / 日向 【高鍋藩】                                 |
| （不載）                             | 6-1 三原の会                       | (4) 備後 【妙正寺】                                                    |
| （不載）                             | 6-2 池山喜三左衛門（きさざゑもん） | (13) 肥前 【長崎】 / 清                                                |
| （不載）                             | 8-6 尾上の鐘                       | (1) 播磨 【尾上神社】【鶴林寺】                                        |
| （不載）                             | 8-8 董其昌                         | 清                                                                     |
| （不載）                             | 9-3 愚痴                           | (20) 薩摩 【鹿児島】                                                   |
| （不載）                             | 9-7 方言                           | 西国                                                                   |
| （不載）                             | 10-1 絵踏（ゑふみ）                | (15) 肥前 【島原藩】                                                   |
| （不載）                             | 10-4 文運                          | (13) 肥前 【長崎】 / (27) 肥後 【熊本】 / (20) 薩摩 【鹿児島】 / 他    |

| 板本章題                                 | 稿本章題                                 | 国別                                                                                         |
| ---------------------------------------- | ---------------------------------------- | -------------------------------------------------------------------------------------------- |
| 正1-1 鎌倉                               | 3-5 鎌倉                                 | (44) 相模 【鎌倉】                                                                           |
| 正1-2 竹根化蝉（ちくこんせみにかす）     | 3-6 竹根化蝉                             | (2) 越前 【粟生寺（しょくしょうじ）】                                                        |
| 正1-3 十府（とふ）の里                   | 3-3 十府の里                             | (37) 陸奥 【案内村】                                                                         |
| 正1-4 吹浦砂磧                           | 1-5 吹浦砂磧                             | (28) 出羽 【吹浦海岸】                                                                       |
| 正1-5 蘇武社（そぶやしろ）               | 1-6 蘇武社（そぶがやしろ）               | 出羽 【赤神神社】【孔雀ヶ窟】                                                                |
| 正1-6 埋木                               | 2-3 埋木                                 | (37) 陸奥 【名取川】                                                                         |
| 正1-7 熊突（くまつき）                   | 1-7 熊突                                 | (9) 越中                                                                                     |
| 正1-8 言葉石                             | 1-1 言葉石                               | (1) 越前 【西方ヶ岳】                                                                        |
| 正1-9 甲冑堂                             | 1-3 甲冑堂                               | (38) 陸奥 【田村神社】                                                                       |
| 11-10/                                   | 01-12/                                   | 0x/                                                                                          |
| 正2-1 松前の津波                         | 2-1 松前の津浪                           | (32) 陸奥 【三馬屋】                                                                         |
| 正2-2 寒気指を落（おと）す               | 2-2 寒気指を落ス                         | 北陸 ~ 出羽                                                                                  |
| 正2-3 小杉の感                           | 3-7 小杉の感                             | (9) 越中 【小杉宿】                                                                          |
| 正2-4 名立崩（なだちくづれ）             | 3-8 名立崩                               | (16) 越後 【名立大町村】                                                                     |
| 正2-5 米山                               | 3-9 米山                                 | (19) 越後 【米山】                                                                           |
| 正2-6 九十九橋                           | 4-2 九十九橋                             | (5) 越前 【福井】 /(10) 越中 【富山の舟橋】 / (35) 陸奥 【盛岡の舟橋】 / 他                  |
| 正2-7 塩竃                               | 4-8 塩竃                                 | (37) 陸奥 【塩竃】                                                                           |
| 12-08/                                   | 02-07/                                   | あx/                                                                                         |
| 正3-1 文武の余風                         | 4-10 仙台侯の和哥                        | 越中 【立山】 / 陸奥 【八甲田山】                                                            |
| 正3-2 正木劔術                           | 4-11 正木剣術                            | (0) 美濃                                                                                     |
| 正3-3 丹後の人                           | 4-6 丹後の人                             | (32) 陸奥 【外が浜】                                                                         |
| 正3-4 幸（さい）の神                     | 4-7 幸の神                               | (25) 出羽 【温海村】                                                                         |
| 正3-5 蜃気楼                             | 4-3 蜃気楼                               | 越中 【魚津】 /(14) 越後 【糸魚川】                                                          |
| 正3-6 佐渡わたり                         | 4-1 佐渡わたり                           | (18) 越後 【直江津】                                                                         |
| 13-07/                                   | 03-11/                                   | いx/                                                                                         |
| 正4-1 親不知                             | 5-4 親不知                               | (12) 越後 【親不知・子不知】                                                                 |
| 正4-2 義経の笈                           | 2-4 義経の笈                             | (26) 出羽 【気比神社】                                                                       |
| 正4-3 胡沙吹（こさふき）                 | 5-2 胡沙吹                               | (30) 出羽 【秋田】                                                                           |
| 正4-4 藤樹先生                           | 1-11 藤樹先生                            | 近江 【上小川村】                                                                            |
| 正4-5 阿古屋松（あこやのまつ）           | （不載・笈）                             | 出羽 【千歳山】                                                                              |
| 14-06/                                   | 04-12/                                   | うx/                                                                                         |
| 正5-1 秋田蕗                             | 5-1 秋田ノ蕗                             | 出羽 【長木沢】 / 陸奥・蝦夷地                                                               |
| 正5-2 朱谷（しゅだに）                   | 3-4 朱谷                                 | (32) 陸奥 【茜沢】                                                                           |
| 正5-3 化石渓（くわせきけい）             | 5-3 化石渓                               | 越前 【上打波村】                                                                            |
| 正5-4 浮島                               | （不載・笈）                             | 出羽 【大沼の浮島】                                                                          |
| 正5-5 大骨（たいこつ）                   | （不載）                                 | 陸奥 【宮古村】 / 巴大温                                                                     |
| 正5-6 金華山                             | （不載・笈）                             | 陸奥 【黄金山神社】                                                                          |
| 正5-7 七不思議                           | 1-4 七不思議                             | (20) 越後 【如法寺村】・(23) 【下館村】 ＜【柄目木新田】・【寺泊】・【西方寺】・【梅護寺】＞ |
| 正5末-1 平泉                             | 3-10 平泉                                | (36) 陸奥 【平泉】                                                                           |
| 正5末-2 三尊窟（さんそんくつ）           | （不載・笈）                             | 伊豆 【手石の弥陀ノ岩屋】                                                                    |
| 正5末-3 不食病（ふしょくびゃう）         | （不載・笈）                             | 三河 【長寿尼寺】                                                                            |
| 15-11/                                   | 05-08/                                   | えx/                                                                                         |
| 後1-1 壺の石ぶみ                         | 5-5 壺の石ふミ                           | (37) 陸奥 【多賀城跡】 / 陸奥 【千曳神社】                                                   |
| 後1-2 蛮語                               | 5-6 蛮語                                 | 陸奥 【田山村】                                                                              |
| 後1-3 葡萄嶺（ぶどうれい）雪ニ歩（ほ）ス | 5-7 葡萄嶺雪ニ歩ス                       | (24) 越後 ~ 出羽 【蒲萄峠】                                                                  |
| 21-04/                                   | 06-13/                                   | おx/                                                                                         |
| 後2-1 龍燈                               | 6-1 竜燈                                 | 越中 【立山寺（りゅうせんじ）】 /(1) 越前 【常宮神社】                                       |
| 後2-2 新潟                               | 6-2 新潟                                 | (21) 越後 【新潟】                                                                           |
| 後2-3 三馬屋                             | 6-4 三馬屋                               | (32) 陸奥 【三馬屋】                                                                         |
| 後2-4 狐の義理                           | 6-5 狐の義理                             | (22) 越後 【村上】                                                                           |
| 後2-5 駿河名                             | 6-6 駿河の名                             | (35) 陸奥 【盛岡】                                                                           |
| 後2-6 三本木台                           | 6-7 三本木台                             | (34) 陸奥 【三本木原】                                                                       |
| 後2-7 錦木                               | 6-8 錦木                                 | (33) 陸奥 【小湊村】 / 陸奥 【三戸村】                                                       |
| 後2-8 龍鱗（りょうのうろこ）             | 6-9 竜鱗（りゃうりん）                   | 越後 【姫川】                                                                                |
| 後2-9 蚌珠（ばうじゅ）                   | 6-10 蚌珠（ぼうしゅ）                    | (21) 越後 【福島潟】                                                                         |
| 後2-10 養軒が詩                          | 6-11 丹生が詩                            | 陸奥                                                                                         |
| 22-11/                                   | 07-14/                                   | かx/                                                                                         |
| 後3-1 四五六谷（しごろくだに）           | 7-5 四五六谷                             | (0) 飛騨 【双六川（すごろくがわ）】                                                          |
| 後3-2 斎藤五郎兵衛（ごろべゑ）           | 7-6 斎藤五郎兵衛                         | 越前 【縄間浦】                                                                              |
| 後3-3 北極星                             | 7-7 北極星                               | 諸国                                                                                         |
| 後3-4 登龍                               | 7-9 登竜                                 | 越中・越後                                                                                   |
| 後3-5 黄鐘調                             | 7-10 黄鐘調                              | (1) 越前 【常宮神社】 / 播磨 【鶴林寺】 / 他                                                 |
| 後3-6 箒木（ははきぎ）                   | 7-11 箒木                                | (0) 信濃 【箒谷（ははきだに）（大平峠西側）】                                                |
| 後3-7 善光寺                             | 7-12 善光寺                              | (0) 信濃 【善光寺】                                                                          |
| 後3-8 諏訪湖（すわのみづうみ）           | 7-13 諏訪湖                              | (0) 信濃 【諏訪湖】                                                                          |
| 後3-9 鶴岡慈悲                           | 6-12 鶴岡の慈悲                          | (27) 出羽 【鶴岡】                                                                           |
| 23-10/                                   | 08-09/                                   | きx/                                                                                         |
| 後4-1 熊野御前（ゆやごぜん）             | 8-2 熊野御前                             | (45) 遠江 【池田宿】                                                                         |
| 後4-2 羽州の鬼                           | 8-3 羽州の鬼                             | (29) 出羽 【小砂川村】                                                                       |
| 後4-3 松嶋                               | 8-4 松嶋                                 | (37) 陸奥 【松島】                                                                           |
| 後4-4 舞楽                               | 8-5 舞楽                                 | (14) 越後 【天津神社】                                                                       |
| 後4-5 漢文帝                             | 8-6 漢の文帝                             | (41) 陸奥 【二本松】 ~ 【白川】 / (1)~(6) 越前路                                             |
| 後4-6 戸隠山                             | （不載）                                 | (0) 信濃 【九頭龍権現】                                                                      |
| 後4-7 大魚                               | （不載）                                 | 東蝦夷地                                                                                     |
| 後4-8 塔影                               | （不載・笈）                             | (0) 信濃 【諏訪大社下社】 / 京 【東寺】                                                      |
| 24-09/                                   | 09-12/                                   | くx/                                                                                         |
| 後5-1 手取川の風雪                       | 9-2 手取川ノ風雪                         | (7) 加賀 【粟生村】 ~ 【柏野宿】                                                             |
| 後5-2 床下の声                           | 9-3 床下の声                             | (3) 越前 【下新庄村】                                                                        |
| 後5-3 飛根（とびね）ノ城跡               | 9-4 飛根の城跡                           | (31) 出羽 【飛根村】 ~ 陸奥 【碇ヶ関村】                                                     |
| 後5-4 舎利浜                             | 9-10 舎利浜                              | (32) 陸奥 【袰月海岸】【瑪瑙浜（今別海岸）】                                                 |
| 後5-5 銅山                               | 9-11 銅山                                | 出羽 【阿仁鉱山】                                                                            |
| 後5-6 広徳寺の門                         | 10-2 広徳寺の門                          | (43) 武蔵 【広徳寺】                                                                         |
| 後5-7 気候                               | 10-3 気候                                | 諸国                                                                                         |
| 後5-8 名山論                             | 10-4 名山論                              | 諸国                                                                                         |
| 後5-9 鍬先                               | （不載）                                 | 蝦夷地                                                                                       |
| 後5-10 地気                              | （不載・笈）                             | 安房 【那古寺】 / 播磨 【高砂】                                                              |
| 25-11/                                   | 10-14/                                   | けx/                                                                                         |
| （不載）                                 | 1-2 漂流                                 | (6) 加賀 【山中温泉】 / 琉球 【大島】・薩摩 【鹿児島】                                       |
| （不載）                                 | 1-8 掘抜の井                             | (5) 越前 【本郷荒井村】 / 薩摩                                                               |
| （不載）                                 | 1-9 䳄鶏変雄鶏（しけいゆうけいにへんす） | 越前 【上新庄村】                                                                            |
| （不載）                                 | 1-10 義貞像                              | (5) 越前 【称念寺】                                                                          |
| （不載）                                 | 2-5 秋田の人材                           | (30) 出羽 【秋田】                                                                           |
| （不載）                                 | 2-6 箏の伝来                             | (10) 越中 【富山】                                                                           |
| （不載）                                 | 3-1 孝子                                 | (10) 越中 【富山】                                                                           |
| （不載）                                 | 3-2 湖水の切抜                           | (1) 越前 【敦賀】 / 近江 【琵琶湖】【竹生島】                                                |
| （不載）                                 | 4-4 水落明神                             | (4) 越前 【神明社】                                                                          |
| （不載）                                 | 4-5 文書拭穢（けがれをぬぐふ）           | 出羽                                                                                         |
| （不載）                                 | 4-9 鍛冶屋敷                             | (15) 越後 【梶屋敷村】                                                                       |
| （不載）                                 | 6-3 姫川波浪                             | (13) 越後 【須沢村】 ~ 【寺島村】 /(11) 越中 ~ 越後 【境川】                                 |
| （不載）                                 | 7-1 春日山                               | (17) 越後 【春日山】                                                                         |
| （不載）                                 | 7-2 信夫摺                               | (39) 陸奥 【文知摺観音堂】                                                                   |
| （不載）                                 | 7-3 安達原                               | (40) 陸奥 【安達ヶ原】                                                                       |
| （不載）                                 | 7-4 舌切雀                               | (42) 下野 【雀宮村】【二荒山神社】＜【雀宮神社】＞                                           |
| （不載）                                 | 7-8 方銭                                 | (37) 陸奥 【仙台】                                                                           |
| （不載）                                 | 8-1 空穂舟（うつほぶね）                 | (18) 越後 【直江津】                                                                         |
| （不載）                                 | 8-7 篤志                                 | (2) 越前 【粟生寺】 ~ (6) 加賀 【山中温泉】                                                  |
| （不載）                                 | 8-8 鏑木（かぶらき）氏                   | 不明                                                                                         |
| （不載）                                 | 9-1 良民                                 | (1) 越前 【敦賀】                                                                            |
| （不載）                                 | 9-5 菊石                                 | 越中 【蓬沢村】                                                                              |
| （不載）                                 | 9-6 燕沢碑                               | (37) 陸奥 【槙島観音堂】                                                                     |
| （不載）                                 | 9-7 土を薪にス                           | (18) 越後 【黒井村】 / 陸奥・豊前                                                            |
| （不載）                                 | 9-8 遊魂                                 | (30) 出羽 【秋田】                                                                           |
| （不載）                                 | 9-9 籠の渡り                             | (8) 越中 【高岡】＜【五箇山】＞                                                              |
| （不載）                                 | 10-1 饑渇負（けかちまけ）                | 出羽 ~ 陸奥                                                                                  |
| xx/                                      | xx/                                      | こx/                                                                                         |

- 註

1. ↑  巻6「馭術」より。
2. ↑  巻5「石敢当」にもあり。
3. ↑  巻6「感応」より。
4. ↑  巻7「以呂葉」より。
5. ↑  巻5「傭僕」より。
6. ↑  柳田國男「鼠の浄土」（『海上の道』筑摩書房、昭和36年所収）。
7. ↑  板本に欠く。
8. ↑  巻9・10は写本による。
9. ↑  巻7「大沼山浮島」より。
10. ↑  巻7「大沼山浮島」より。
11. ↑  巻3「金花山」より。
12. ↑  巻6「三尊窟」より。
13. ↑  巻3「奇病」より。
14. ↑  巻9「塔影入屋」より。
15. ↑  巻4「地気」より。